# 종말에 뭐하세요? 바쁘세요? 구해주실 수 있나요?

종말에 뭐하세요? 바쁘세요? 구해주실 수 있나요?(일본어: 終末なにしてますか？　忙しいですか？　救ってもらっていいですか？, WorldEnd)는 가레노 아키라 각본, 우에 작화의 일본의 라이트 노벨 시리즈이다. 이 시리즈의 제1권은 2014년 11월 1일 가도카와 스니커 문고를 통해 가도카와 쇼텐에 의해 출판되었다. 2016년 4월 제10권을 끝으로 시리즈는 마무리되었다. 후속작인 "종말에 뭐하세요? 다시 한번 만날 수 있나요?"(終末なにしてますか？もう一度だけ、会えますか？, SudaMoka)의 경우 2016년 4월 제1권부터 출판을 시작했다.